# Zlatište
Zlatište (srbsky Златиште) je název pro vrchol, který se nachází jižně od historického centra hlavního města Bosny a Hercegoviny, Sarajeva. Z administrativního hlediska se nachází na území Republiky srbské, na území města Istočno (Východní) Sarajevo. Nadmořská výška vrcholu činí cca 800 m n. m. Je odsud výhled na město Sarajevo.
Nachází se zde tzv. srbsky Кула Златиште, věž/pevnost Zlatište, postavená v roce 1898 během rakousko-uherské nadvlády nad Bosnou a Hercegovinou, a dále zábavní park Sunnyland. Další dochovanou stavbou je torzo brutalistního hotelu Zlatište, který byl během války poničen a poté opuštěn. V roce 2017 bylo navrženo přebudování a rozšíření objektu.
Během války v Bosně a Hercegovině byl vrchol místem ozbrojenců z Vojsk Republiky srbské pro ostřelování města. 
V roce 2014 Srbové uvažovali, že na tomto kopci umístí pravoslavný kříž.